# Gasny
Gasny is een gemeente in het Franse departement Eure in de regio Normandië.
Gasny maakt deel uit van het arrondissement Les Andelys en sinds 22 maart 2015 van het kanton Vernon toen het kanton Écos, waar de gemeente toe behoorde, werd opgeheven. De gemeente telde 3.080 inwoners op 1 januari 2022.

## Geografie
De oppervlakte van Garennes-sur-Eure bedroeg op 1 januari 2022 12,89 vierkante kilometer; de bevolkingsdichtheid was toen 238,9 inwoners per km².

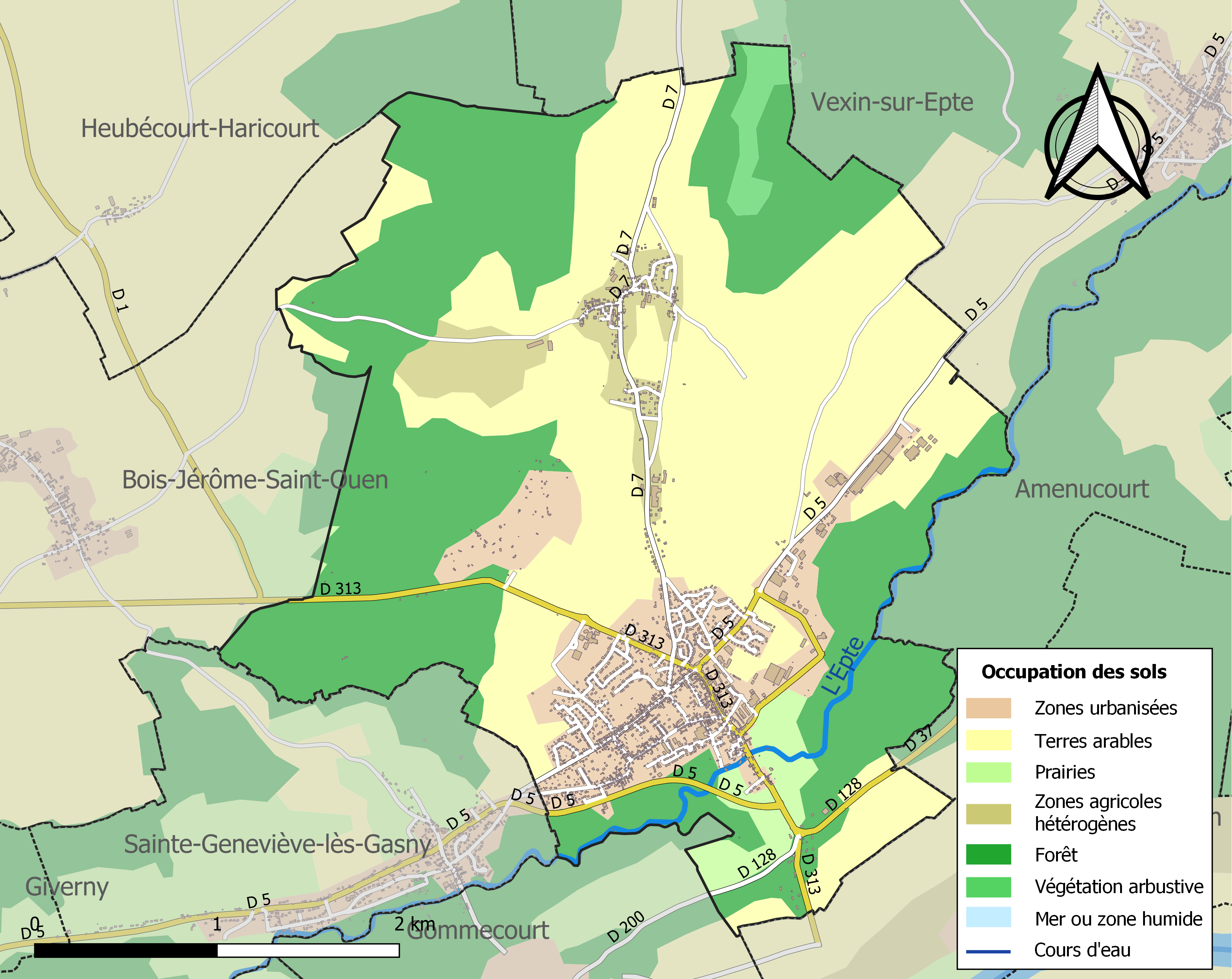
Kaart van de gemeente met belangrijkste infrastructuur, bodemgebruik en omliggende gemeenten

## Demografie
Onderstaande figuur toont het verloop van het inwonertal (bron: INSEE-tellingen).